# Kulturkanon

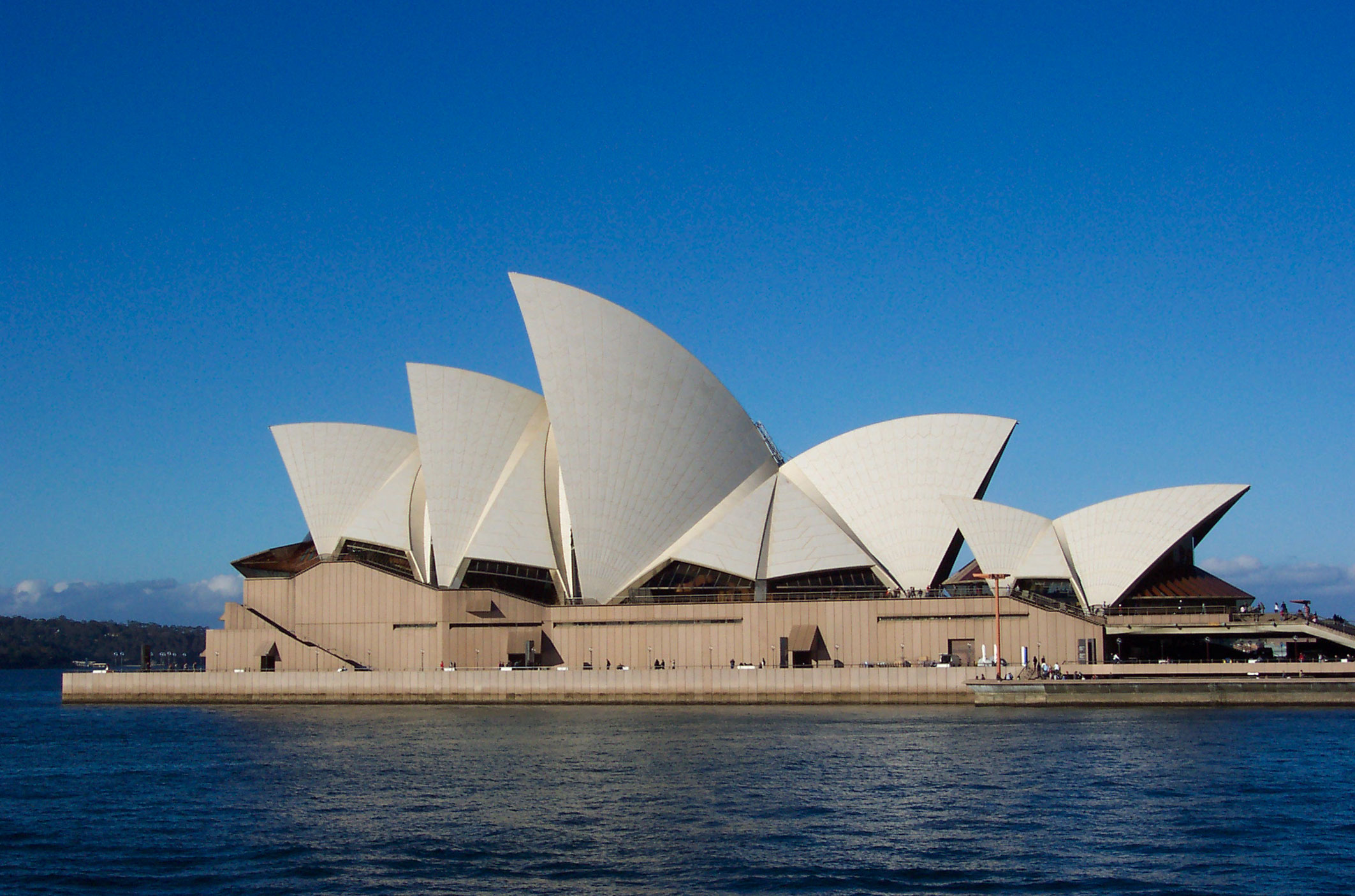
Operahuset i Sydney ingår i Danmarks kulturkanon.

En kulturkanon, även kulturell kanon, efter den religiösa betydelsen av ordet kanon, är ett rättesnöre för kultur. Tanken är att det finns vissa verk som är särskilt framträdande och karakteristiska och som därmed kan utgöra en del av en kulturkanon över ett land, en tid eller en civilisation. Exempelvis kom amerikanen Harold Bloom 1994 ut med boken The Western Canon som argumenterar för de enligt hans tycke viktigaste västerländska litterära verken.

## Bakgrund
Kanonkonceptet kommer ursprungligen från religionen, där det handlar om vilka skrifter som anses gälla och vilka som inte gör det. Kanon har ofta formats av skolor och universitet, även om det ofta har skett informellt. Debatten om att tillsätta en litterär kanon drevs tidigt fram av feminister, som ville vidga skolornas läslistor till att omfatta fler kvinnor. På ett liknande sätt har kanon förespråkats som ett sätt att vidga och ifrågasätta västerländska perspektiv.

## Danmarks kulturkanon
I december 2004 gav Danmarks kulturminister Brian Mikkelsen i uppdrag till sju olika grupper inom sju olika kulturella fält att sätta samman en officiell dansk kulturkanon. Denna kanon skulle innehålla det bästa ur danskt kulturarv. De sju kommittéerna inledde i april 2005 arbetet med att välja ut vilka verk som skulle ingå i kanon. Verken utsågs i sju kategorier: arkitektur, design, bildkonst, teater, litteratur, film och musik. Dessutom utarbetades en särskild kanon för barnkultur. 
Varje grupp fick välja tolv verk. Under arbetets gång tillkom barnkultur, och musikområdet delades i två. Totalt innehåller den danska kulturkanonen 108 verk. 24 januari 2006 presenterades Danmarks kulturkanon, och den 15 augusti 2006 gavs den ut som en bok avsedd att delas ut i danska skolor.
Såväl själva idén att utse ett begränsat antal verk som särskilt betydelsefulla som urvalsprocessen och det slutgiltiga innehållet har kritiserats från flera håll. En rad alternativa kanon har också föreslagits.

### Ett urval av verk ur Danmarks kulturkanon
- Arkitektur:
  - Operahuset i Sydney av Jørn Utzon (1957)
  - Dyrehaven i Jægersborg utanför Köpenhamn av Rudolph Rothe (1846)
  - Århus rådhus av Arne Jacobsen och Erik Møller (1937-42)
  - Frederiksstaden, (1749-) med bl.a. Amalienborg och Marmorkirken, Köpenhamn
  - Vor Frue Kirke, (nuvarande utformning från 1811-29), Köpenhamns domkyrka
- Bildkonst:
  - Solvognen från 1300-talet f Kr
  - Det store relief av J.F. Willumsen (1923-1928)
  - Stalingrad av Asger Jorn
- Design och konsthantverk:
  - Vikingaskepp från 1042
  - PH’s skärmsystem Poul Henningsen (1925)
  - Pantonstolen av Verner Panton (1960)
  - Kevihjulet för kontorsstolar av Jørgen Rasmussen
- Film:
  - Vredens dag av Carl Theodor Dreyer (1946)
  - Svält av Henning Carlsen (1966)
  - Idioterna av Lars von Trier (1998)
  - Festen av Thomas Vinterberg (1998)
- Litteratur:
  - Den lilla sjöjungfrun av H C Andersen (1837)
  - Antingen-eller av Søren Kierkegaard (1843)
  - Vintersagor av Karen Blixen (1942)
  - Fjärilsdalen av Inger Christensen (1991)
- Konstmusik:
  - Völvans Spådom opus 71 av J.P.E. Hartmann och Fr. Winkel Horn (1872)
  - Symfoni nr 4 av Carl Nielsen (1916)
  - Antikrist av Rued Langgaard (1923).
- Populärmusik:
  - The Savage Rose debutalbum (1968)
  - Værsgo av Kim Larsen (1973)
- Scenkonst:
  - Jeppe på berget av Ludvig Holberg (1722)
  - Julemandshæren med Teatergruppen Solvognen (1974)
- Barnkultur:
  - Lego av Godtfred Kirk Christiansen (1958)
  - Kalle Anka och den gyllene hjälmen av Carl Barks (1954)
  - Gummi-Tarzan av Søren Kragh-Jacobsen (1981)

### Kritik i Danmark
Försöken att skapa kulturkanon har kritiserats. Kritikerna menar bland annat att det är ett förenklat sätt att ringa in kulturen. Kritikerna menar också att det uppstår effekter de inte uppskattar, bland annat att en officiell statligt sanktionerad kanon inte sällan fungerar som politiska och nationalistiska verktyg sprungna ur ett föråldrat romantiskt synsätt på kultur, snarare än ett försök att faktiskt stärka kunskapen om kulturhistorien.
Lars von Trier, som själv kom med i Danmarks kulturkanon, protesterade mot hela projektet genom att filma sig själv när han klippte bort det vita korset på den danska flaggan, sydde ihop de röda kvadraterna för att sedan hissa den helröda fanan, vilken i detta sammanhang blev en symbol för en totalitär stat.

## Kulturkanon i Norge
Morgenbladets 12 viktigste kunstverk, eller "En kanon etter Munch", är en lista över norska konstverk från perioden 1945–2005, som publicerades i Morgenbladet 2005. Konstverken valdes ut av en jury, som valde mellan verk inom skulptur, måleri, fotografi, video, installationskonst, textil och grafik.
Bakgrunden till att göra listan för konstverk var att det fanns en rad listor i Norge inom olika områden som litteratur, film och musik, men ingen inom bildkonst. Ambitionen var att vid urvalet använda objektiva kriterier snarare än jurymedlammars smak. Kriterier för urval beslöts därför vara att verken hade haft en "genomslagskraft i samtiden", bedömdes ha betydelse för efterkommande tid samt hade kvalitet och intresse såsom sedda med juryns samtida ögon.
Exempel
- Morgenbladets 12 viktigaste konstverk

## Sverige
Under valrörelsen 2006 i Sverige hade Cecilia Wikström (Folkpartiet, nuvarande Liberalerna) föreslagit att Sverige ska ha litterär kanon vald av till exempel Skolverket eller Svenska Akademien.
Det blev startpunkten för den så kallade kanondebatten.
När riksdagspartierna tillfrågades om saken 2022 var Sverigedemokraterna och Kristdemokraterna positivt inställda till en kulturkanon, Moderaterna tveksamma och övriga partier negativa. I Tidöavtalet gavs beskedet att en nationell kulturkanon ska tas fram av externa expertkommittéer, liksom att olika läslistor ska tas fram anpassade för olika årskurser i grundskolan och gymnasiet, med både svenska och internationella verk.
Regeringen beslutade 21 december 2023 om direktiv till en kommitté som ska ta fram en svensk kulturkanon. Regeringen utsåg professorn och historikern Lars Trägårdh till ordförande i kommittén. Uppdraget ska redovisas till Kulturdepartementet senast den 31 augusti 2025.

## Exempel på kanoniska samlingar
- Bibliothèque de la Pléiade
- Great Books
- Great Books of the Western World
- Harvard Classics
- Sveriges nationallitteratur